# Ruisseau des Mattes
Le ruisseau des Mattes, appelé localement rec des mattes (rec veut dire ruisseau en occitan), est un cours d'eau du département de l'Aude et un sous-affluent de l'Aude par l'Orbieu.

## Géographie
Ce cours d'eau, long de 15,9 km, est un affluent de l'Orbieu en rive gauche. Il prend sa source sur les flancs de la montagne d'Alaric, et creuse une gorge relativement profonde et sineuse, appelée gorges du Congoust, avant de se jeter dans l'Orbieu entre les communes de Camplong-d'Aude et de Ribaute. Son débit est globalement faible et irrégulier.

### Communes et cantons traversés
Dans le seul département de l'Aude, le ruisseau des Mattes traverse les cinq communessuivantes, dans deux cantons, de Pradelles-en-Val, Montlaur, Lagrasse, Camplong-d'Aude (confluence/embouchure), Ribaute (confluence/embouchure)
Il prend sa source et conflue dans le même canton de Lagrasse en jouxtant le canton de Lézignan-Corbières juste avant sa confluence.

## Affluents
Le ruisseau des Mattes a huit affluents contributeurs référencés.